# Marko Letonja
Marko Letonja (* 12. August 1961) ist ein slowenischer Dirigent.

## Leben und Wirken
Letonja studierte Klavier und Dirigieren, zunächst an der Musikakademie Ljubljana bei Anton Nanut, dann an der Akademie für Musik und Theater in Wien bei Otmar Suitner, wo er 1989 seinen Abschluss machte. 1991 wurde er Musikdirektor der Slowenischen Philharmonie in Ljubljana, die er bis zu seiner Ernennung zum Chefdirigenten und Musikdirektor des Sinfonieorchesters und des Theaters Basel leitete.
Von 1991 bis 2003 war er musikalischer Direktor bei der Slowenischen Philharmonie in Ljubljana, von 2003 bis 2006 Chefdirigent und Musikdirektor des Sinfonieorchesters Basel und des Theaters Basel. Mit dem Sinfonieorchester Basel spielte er das symphonische Gesamtwerk von Felix Weingartner bei CPO ein und inszenierte u. a. die Opern Tannhäuser, La traviata, Der Freischütz, Boris Godunov, Tristan und Isolde, Rigoletto und Don Giovanni. Von 2008 bis 2011 war er Principal Guest Conductor des Orchestra Victoria Melbourne. Außerdem war er ehrenamtlicher Leiter des Tasmanian Symphony Orchestra in Hobart.
2011 dirigierte Letonja an der Staatsoper in Stuttgart drei Vorstellungen der legendären Traviata-Inszenierung von Ruth Berghaus sowie ein Sinfoniekonzert.
Von 2012 bis 2021 war er Musikdirektor der Straßburger Philharmoniker und gab Gastdirigate an der Mailänder Scala Les contes d’Hoffmann, an der Wiener Staatsoper, in Lissabon (gesamter Ring des Nibelungen), Hamburg, Australien und Neuseeland.
Seit der Saison 2018/19 ist Marko Letonja Generalmusikdirektor der Bremer Philharmoniker in der Nachfolge für Markus Poschner.